# إلينا بيرك
إلينا بيرك هي مغنية كوبية، ولدت في 28 فبراير 1928 في هافانا في كوبا، وتوفي بنفس المكان في 9 يونيو 2002 بسبب إيدز.

## روابط خارجية
- إلينا بيرك على موقع IMDb (الإنجليزية)
- إلينا بيرك على موقع ميوزك برينز (الإنجليزية)
- إلينا بيرك على موقع ديسكوغز (الإنجليزية)